# Patte d'Oie (Toulouse)
Pour les articles homonymes, voir Patte d'oie, Patte-d'Oie (métro de Toulouse) et Place de la Patte-d'Oie.
Patte d'Oie, Pata d'Auca en òc, est un quartier de Toulouse, dépendant administrativement du quartier Saint-Cyprien.

## Toponymie
Le quartier tient son nom de la légende de la reine Pédauque qui se caractérise par un pied d'oie, ayant donné ainsi le nom occitan Pé d'Auca.

## Géographie
Le quartier dépend administrativement de Saint-Cyprien mais ce dernier se situe à l'ouest de Patte d'Oie. Au nord se trouve le quartier Bourrassol et les Arènes à l'ouest et au sud.

## Voies de communications et transports

### Transports en commun
- Patte d'Oie
  - 144566

- Arènes (à proximité directe)
  - TER Occitanie
  - L2L3
  - 14341867